# Hirotsugu Inanami
 (novembre 2023).
Hirotsugu Inanami (稲波弘次, Inanami Hirotsugu, né le 1er décembre 1908 dans la préfecture de Toyama, mort le 21 décembre 1983) est un cavalier japonais de saut d'obstacles.

## Carrière
En juillet 1929, il est diplômé de l'Académie de l'Armée impériale japonaise (41e promotion) et est nommé sous-lieutenant de cavalerie en octobre de la même année.
Hirotsugu Inanami est membre de l'équipe de saut d'obstacles aux Jeux olympiques d'été de 1936 à Berlin, sur Asafuji. Inanami se classe 35e dans l'épreuve individuelle. L'équipe termine sixième.
Il est ensuite stationné au sein du 79e régiment de cavalerie en Corée.
Après la Seconde Guerre mondiale, Inanami devient un homme d'affaires et est le fondateur de l'Association commerciale de coopération économique Japon-Indonésie.